# En tuff brud i lyxförpackning
En tuff brud i lyxförpackning är en sång skriven av Simon Brehm, Sven Paddock och Gösta Stevens, ursprungligen inspelad av Lill-Babs. Denna version utgavs i augusti 1961, i samband med filmen Svenska Floyd.
Den låg 1976 även på Lill-Babs samlingsalbum Gamla godingar (6).
Anne-Lie Rydé spelade också in sången på sitt självbetitlade album 1983., och gav även ut sin version som B-sida till singeln Segla på ett moln samma år. samt på hennes självbetitlade album samma år.
2010 spelades en tolkning av låten in av Petter på albumet Samlar ut den. i samband med i Så mycket bättre 2010.
2013 spelades den även in av Drifters på albumet Jukebox.
Den 10 februari 2018 framförde Petra Marklund en tolkning av låten som mellanakt i Melodifestivalen.

## Listplaceringar

### Petters version
| Lista (2010) | Topplacering |
| ------------ | ------------ |
| Sverige      | 24           |